# ماخولة
ماخولة (بالفارسية: ماخوله) هي منطقة سكنية تقع في قسم تشاراويماق الجنوبي الغربي الريفي في إيران. يقدر عدد سكانها بـ 68 نسمة .